# Асакура Момо
Асакура Момо (яп. 麻倉 もも, Asakura Momo, 25 червня 1994, префектура Фукуока) — японська сейю та співачка. Після прослуховування проведеного «Music Ray'n», дебютувала 2012 року в «Мій маленький монстр». Першу головну роль отримала у 2015 році в аніме-серіалі «Шарлотта». Разом із Амамія Сора та Нацукава Шіїна, учасниця жіночого гурту «TrySail».

## Біографія
Народилася 25 червня 1994 року в префектурі Фукуока. Зі середньої школи почала цікавитися працею сейю. 2011 року разом із Амамія Сора та Нацукава Шіїна пройшла прослуховування та почала працювати в компанії «Music Ray'n». Уперше дебютувала 2012 року в дев'ятій серії аніме «Мій маленький монстр» як персонаж Юмі. Упродовж наступних років мала лише незначні ролі в серіалах.
У 2014 році отримала другорядні ролі, зокрема Отокава Сумі в «Sakura Trick» та в Рін Казарі в «Відьмацьке ремесло», де вона разом із іншими головними акторами виконувала ендинг «Witch☆Activity». 21 грудня 2014 року було оголошено, що Асакура, Амамія і Нацукава сформували гурт «TrySail». 13 травня 2015 випустили першу пісню — «Youthful Dreamer», яку використали як опенінг для аніме «Найсильніший учитель». Того ж року отримала свою першу головну роль у аніме «Шарлотта» як Отосака Аюмі. Також озвучила роль Манамо в Потім вона зіграла роль Манако в «Будні з монстроподружкою» і Айдзава Юю в Арія на прізвисько Червона куля.
2016 року дебютувала як сольний виконавець для Music Ray'n, випустивши свій перший сингл «Ashita wa Kimi to» (яп. 明日は君と), що використали як опенінг для аніме-фільму Чекаю на той момент у коханні: Виконавчий комітет зізнань у коханні. Пісня зайняла 8 місце в щотижневому чарті «Oricon». 3 жовтня 2018 року випустила свій перший сольний альбом «Peachy!», який зайняв 6 місце в щотижневому чарті «Oricon». У 2019 році отримала головні ролі в «Endro!» як принцеса Рона і «Каґуя-сама: Кохання як війна» як Кашіваґі Наґіса.

## Ролі

### Аніме
2013
- To Aru Kagaku no Railgun S - Мінорі

2014
- Sword Art Online II - Школярка

2015
- Шарлотта - Аюмі Отосака
- Aria the Scarlet Ammo AA - Юю Айзава

2016
- Праця!! - Мірі Янагіба

2019
- Kaguya-sama: Love Is War - Нагіса Кашівагі

### Відеоігри
2013
- The Idolmaster Million Live! - Серіка Хакодзакі

2018
- Dragalia Lost - Дайкокутен